# Воробьёв, Владимир Константинович
Влади́мир Константи́нович Воробьёв (14 ноября 1934 — 25 июля 2007) — советский боксёр, представитель легчайшей и первой средней весовых категорий. Выступал на всесоюзном уровне на всём протяжении 1950-х годов, двукратный серебряный призёр чемпионатов СССР, чемпион Москвы, чемпион Вооружённых Сил, мастер спорта СССР (1958). Также известен как тренер по боксу, заслуженный тренер России (1999).

## Биография
Родился 14 ноября 1934 года.
Занимался боксом в московской команде Вооружённых Сил СССР и в московском областном совете добровольного спортивного общества «Трудовые резервы».
Впервые заявил о себе на крупных соревнованиях в 1953 году, выиграв серебряную медаль на первенстве Вооружённых Сил. Два года спустя стал чемпионом Москвы по боксу, чемпионом Вооружённых Сил, взял бронзу на Международных дружеских спортивных играх молодёжи и впервые попал в число призёров взрослого всесоюзного первенства — на соревнованиях в Москве завоевал серебряную награду в зачёте легчайшей весовой категории, уступив в финале только титулованному Борису Степанову.
В 1956 году добавил в послужной список серебряную медаль, выигранную на чемпионате Вооружённых Сил. В следующем сезоне вновь стал чемпионом Вооружённых Сил, а ещё через год снова был вторым, кроме того, одержал победу на чемпионате Московского округа ПВО. На домашнем чемпионате СССР 1958 года сумел дойти до финальной стадии, но на сей раз в решающем поединке проиграл Виктору Васину. Последний раз показал сколько-нибудь значимый результат в боксе в сезоне 1959 года, когда вновь выиграл чемпионат МО ПВО. Завершил боксёрскую карьеру в звании мастера спорта СССР.
Впоследствии в течение многих лет работал тренером по боксу, за выдающиеся успехи на тренерском поприще в 1999 году был удостоен почётного звания «Заслуженный тренер России».
Умер 25 июля 2007 года. Похоронен на Перепечинском кладбище Солнечногорского района Московской области.